# Kościół św. Stanisława Biskupa i Męczennika w Kaliszu
Kościół św. Stanisława Biskupa i Męczennika w Kaliszu – rzymskokatolicki kościół parafialny, należący do zakonu franciszkanów konwentualnych; najstarsza świątynia zakonna w Kaliszu.

## Historia
Pierwszy drewniany kościół został ufundowany w 1256 roku przez księżną Jolantę. 
Budowę murowanej świątyni rozpoczęto w 1257 roku z fundacji księcia kaliskiego Bolesława Pobożnego i jego żony Jolanty i inwestycja ta prowadzona była kilkanaście lat. Z najwcześniejszej części kościoła wczesnogotyckiego z XIII wieku pochodzi wydłużone prezbiterium ze sklepieniem krzyżowo-żebrowym i ostrołukowymi oknami z kamiennymi poklasycznymi maswerkami z trójkątem sferycznym i motywem kropli, które mają odpowiedniki w Miśni.
Pierwotnie prezbiterium było odgrodzone od nawy przez lektorium. Detal architektoniczny prezbiterium - półośmioboczne podpory i nadwieszone służki wiązkowe, w zakrystii wsporniki - wskazuje, że budowniczowie pochodzili z obszaru morawsko-czeskiego. Później od prezbiterium powstała trójnawowa hala korpusu dobudowana do prezbiterium w XIV wieku.
W 1537 i 1559 roku obiekt został zniszczony w wyniku pożaru. Pod koniec XVI wieku rozpoczęto odbudowę, którą zakończono w 1632 roku, gdy dokonano ponownej konsekracji odbudowanego kościoła. W 1637 roku rozbudowano klasztor w stylu barokowym, a w 1640 dobudowano do kościoła dzwonnicę.
W 1798 roku Prusacy usunęli franciszkanów, a kościół uległ dewastacji. Sam klasztor Prusacy zamienili na więzienie i przebudowali. W 1858 roku zlikwidowano więzienie i ponownie do klasztoru wrócili zakonnicy. W 1864 roku przeprowadzono restaurację świątyni. W 1902 roku władze rosyjskie zamknęły klasztor.
W latach 2017–2019 przeprowadzono gruntowny remont kościoła, obejmujący odnowienie głównego ołtarza, ambony konfesjonałów i organów. Podczas prac dokonano odkrycia krypty oraz natrafiono na cenne monety, m.in. południowosłowiański matapan, denar koronny Władysława Warneńczyka z I połowy XV wieku, dwudenar Zygmunta Augusta z 1570 roku oraz unikatowy denar Kazimierza Wielkiego.

## Wnętrze
Nawy pochodzą z około połowy XIV w. Po uszkodzeniu w wyniku pożaru, zostały odbudowane przez Albina Fontanę w latach 1599–1632 i z tego czasu bogata późnorenesansowa dekoracja stiukowa sklepień. Wyposażenie wnętrza barokowe i rokokowe. 
- W głównym ołtarzu późnobarokowym z 1758 roku obraz Wskrzeszenie Piotrowina Franciszka Smuglewicza, poniżej obraz Matka Boska z Dzieciątkiem Kaspra Kurcza z początku XVII w.
- W przedłużeniu nawy północnej kaplica Męki Pańskiej, gotycka z XIII wieku, przebudowana w 1632 roku.
- Przy wejściu do kaplicy renesansowe epitafium ośmioletniego Piotra Bolelickiego z Poznania (zmarłego w 1600 roku).
- Pod chórem muzycznym tablica poświęcona pamięci Klementyny z Tańskich Hofmannowej.
- Organy

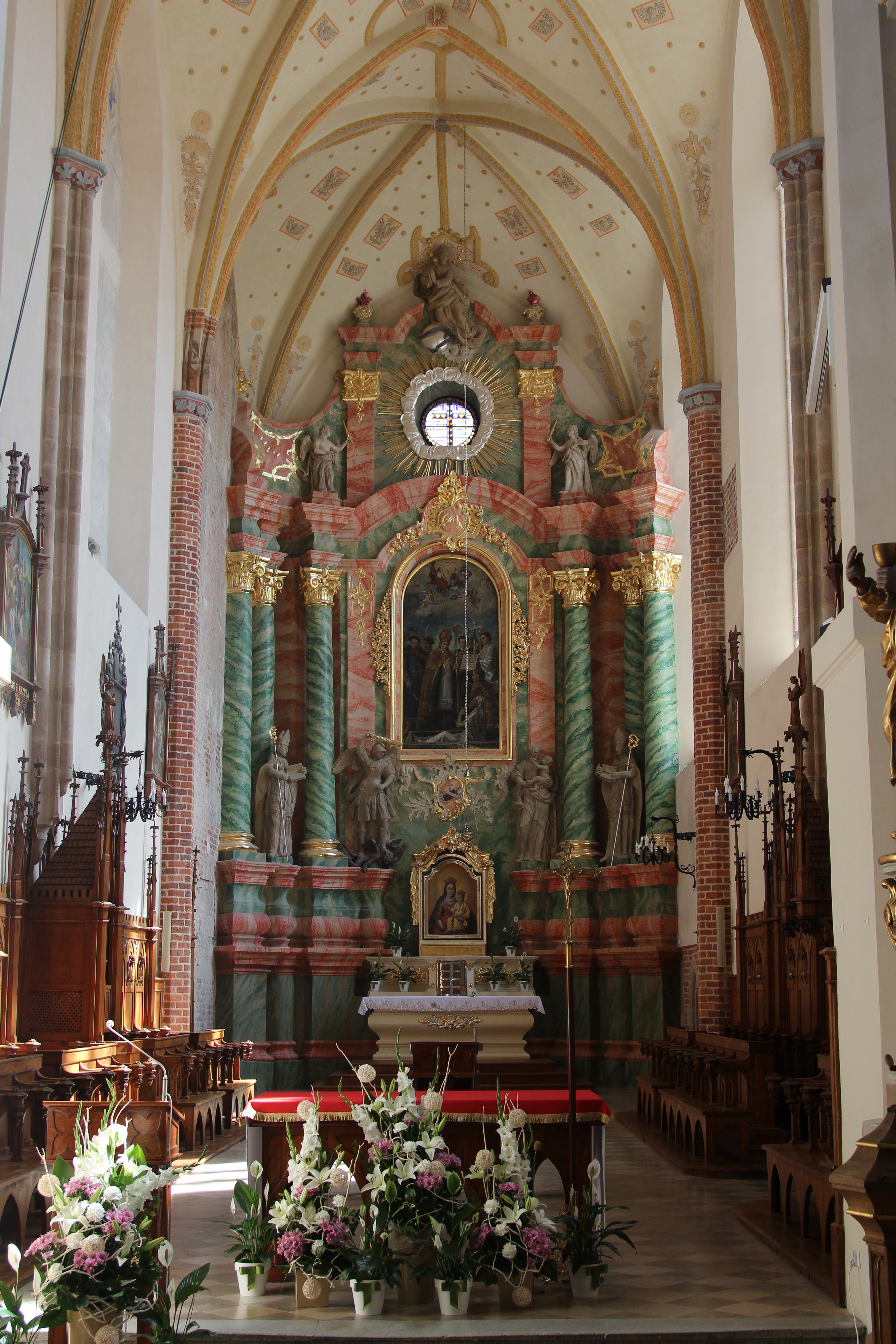
Prezbiterium i ołtarz główny
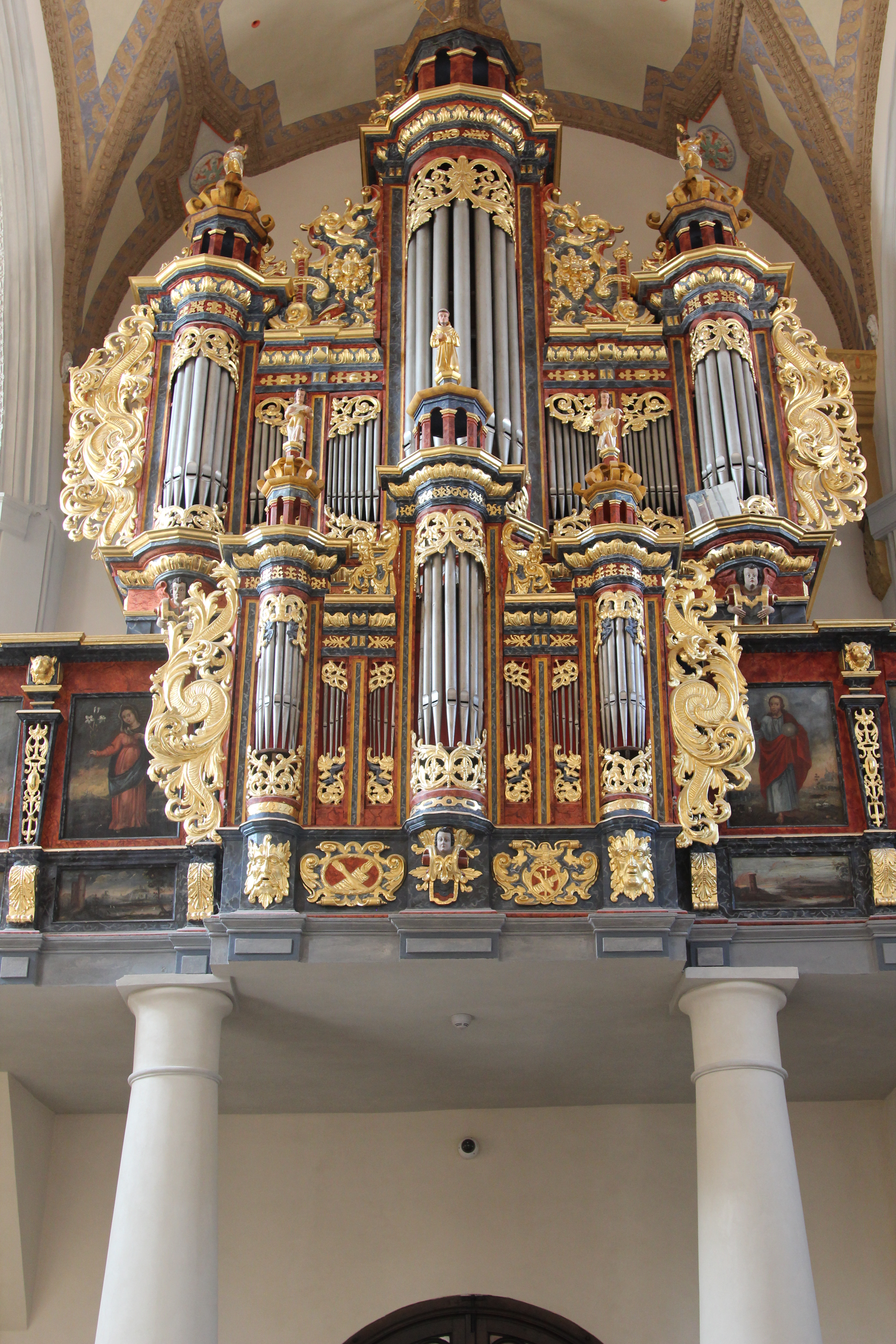
Organy
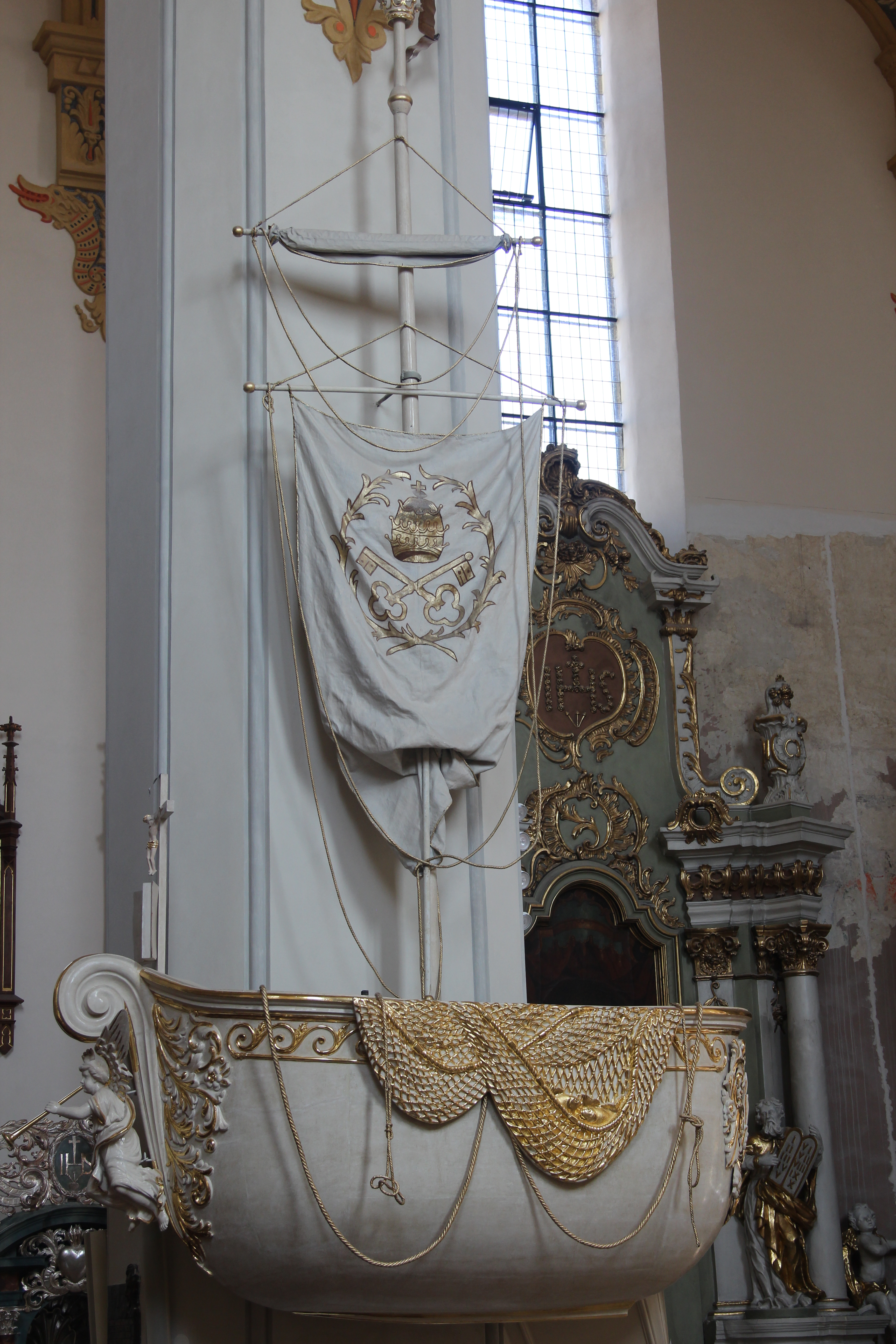
Ambona